# Mytilidae

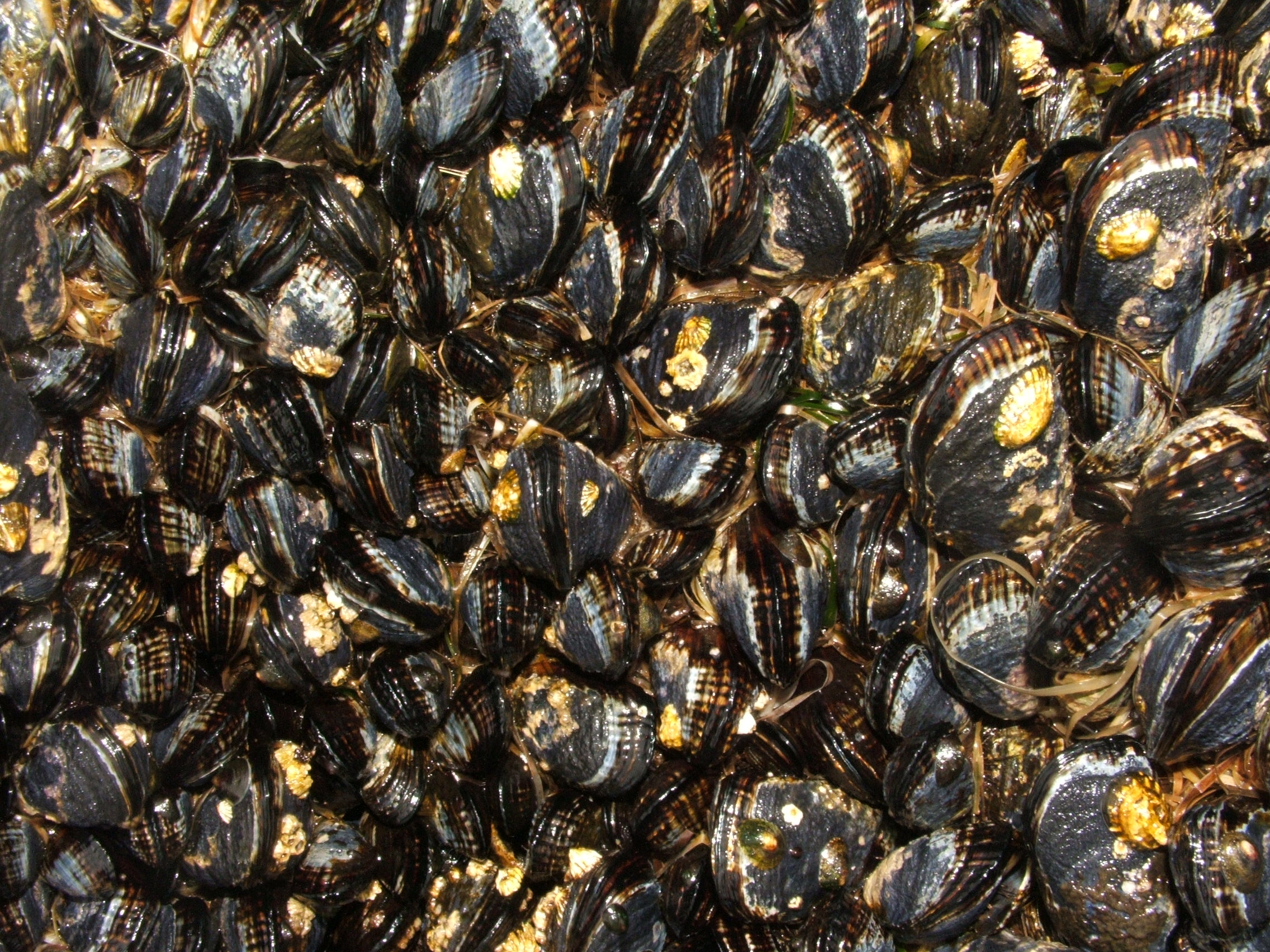
Um banco de mexilhões comestíveis na Califórnia (Mytilus californianus).

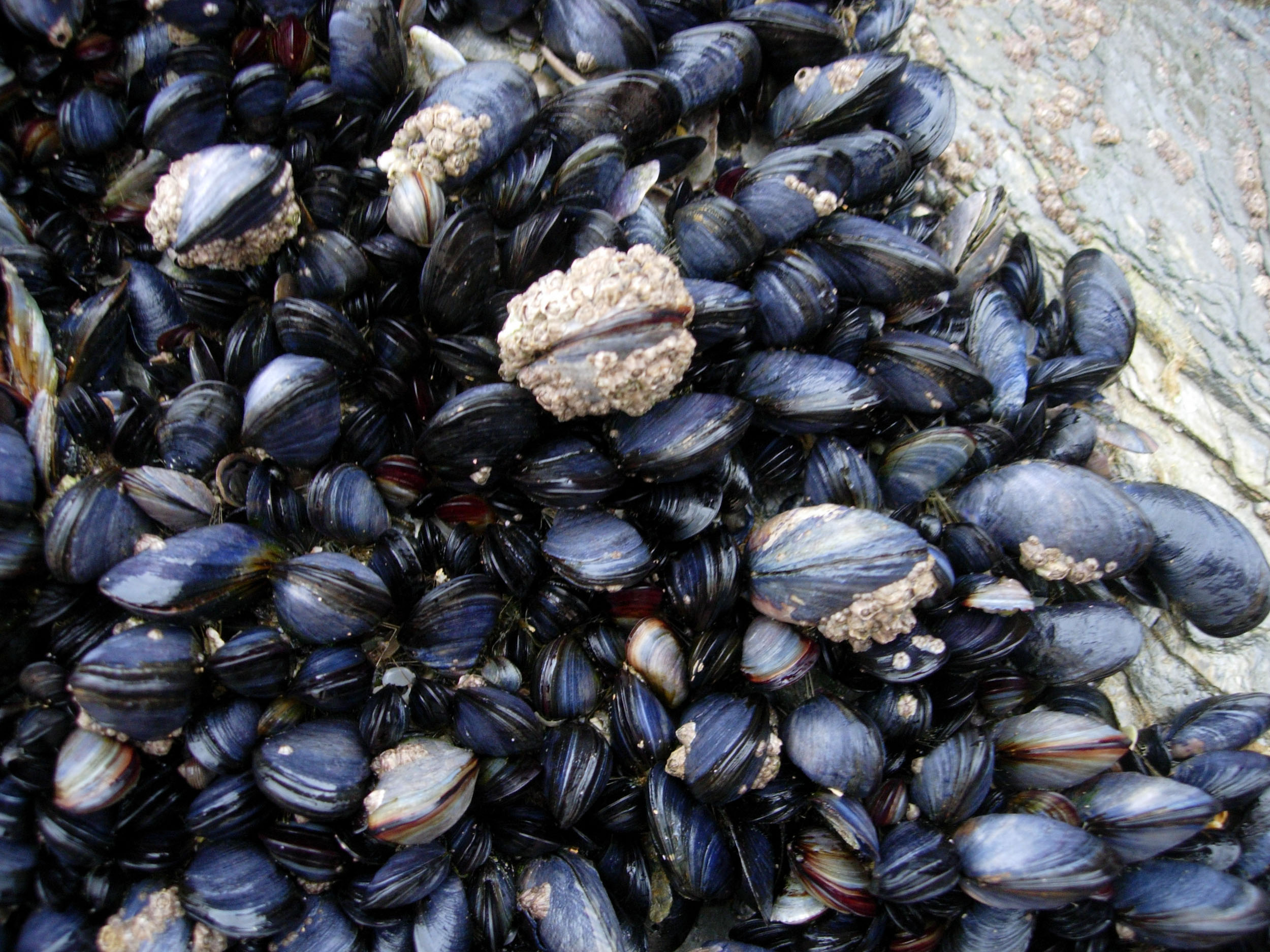
Mexilhões e pequenas cracas na costa da Cornualha, próximo de Newquay.

Mytilidae é uma família de moluscos bivalves da ordem Mytiloida que inclui numerosas espécies de mexilhões marinhos, alguns deles espécies comestíveis de elevado valor comercial. Constitui a única família da respectiva ordem, subdividindo-se em 32 géneros.
As espécies da família Mytilidae têm distribuição cosmopolita, mas são mais abundantes nos mares mais frios, onde frequentemente forma bancos contínuos na zona intertidal das costas rochosas. A subfamília Bathymodiolinae é encontrada em habitats do oceano profundo.
Entre os mitilídeos incluem-se os conhecidos mexilhões comestíveis.
Um característica comum das conchas dos mexilhões é a sua assimetria, com periostracum aderente espessado.  Os animais fixam-se ao substrato sólido usando um bisso.

## Géneros
A família Mytilidae inclui as seguintes subfamílias e géneros:
- Família Mytilidae
  - Subfamília Arcuatulinae Scarlato & Starobogatov, 1979 (não reconhecida no sistema de Bouchet & Rocroi)
    - Arcuatula Jousseaume in Lamy, 1919
      - Arcuatula perfragilis (Dunker, 1857)
      - Arcuatula senhousia (Benson in Cantor, 1842)

    - Musculista Yamamoto & Habe, 1958[3]

  - Subfamília Bathymodiolinae Kenk & B. R. Wilson, 1985
    - Adipicola Dautzenberg, 1927
    - Bathymodiolus Kenk & B. R. Wilson, 1985[4]
    - Benthomodiolus Dell, 1987
    - Gigantidas von Cosel & B. A. Marshall, 2003
    - Idas Jeffreys, 1876
    - Lignomodiolus Thubaut et al., 2013 (nomen nudum)[5]
    - Nypamodiolus  Thubaut et al., 2013 (nomen nudum)[5]
    - Tamu Gustafson, Turner, Lutz & Vrijenhoek, 1998
    - Terua  Thubaut et al., 2013 (nomen nudum)[5]
    - Vulcanidas Cosel & B. A. Marshall, 2010

  - Subfamília Brachidontinae Nordsieck, 1969[6] (não reconhecida no sistema de Bouchet & Rocroi)
    - Austromytilus Laseron, 1956[6]
    - Brachidontes Swainson, 1840
    - Geukensia Van de Poel, 1959[6]
    - Hormomya Mörch, 1853[7]
    - Ischadium Jukes-Browne, 1905[6]
    - Mytilaster Monterosato, 1884
    - Mytilisepta Habe, 1951[6]
    - Perumytilus Olsson, 1961[6]

  - Subfamília Crenellinae Gray, 1840
    - Crenella T. Brown, 1827
    - Gregariella Monterosato, 1884

  - Subfamília Dacrydiinae Ockelmann, 1983
    - Dacrydium Torell, 1859

  - Subfamília Limnoperninae Scarlato & Starobogatov, 1979
    - Limnoperna Rochebrune, 1882

  - Subfamília Lithophaginae H. Adams & A. Adams, 1857
    - Botula Mörch, 1853
    - Fungiacava T. F. Goreau, N. I. Goreau, Neumann & Yonge, 1968[7]
    - Leiosolenus P.P. Carpenter, 1857[7]
    - Lithophaga Röding, 1798

  - Subfamília Modiolinae G. Termier & H. Termier, 1950
    - Modiolula Sacco, 1897
    - Modiolus Lamarck, 1799
    - †Modiomytilus Griffin, 1990

  - Subfamília Musculinae Iredale, 1939 (não reconhecida no sistema de Bouchet & Rocroi)
    - Modiolarca Gray, 1843[8] (sinónimo taxonómico de Musculus em WoRMS[9])
    - Musculus Röding, 1798

  - Subfamília Mytilinae Rafinesque, 1815
    - Adula H. Adams & A. Adams, 1857[10]
    - Aulacomya Mörch, 1853
    - Mytilus Linnaeus, 1758
      - Mytilus edulis  Linnaeus, 1758
      - Mytilus galloprovincialis  Lamarck, 1819

    - Perna Philipsson, 1788

  - Subfamília Septiferinae Scarlato & Starobogatov, 1979
    - Septifer Dunker, 1848

  - †Subfamília Xenomytilinae Squires & Saul, 2006[11] (Cretáceo Superior)
    - Xenomytilus Squires & Saul, 2006[11]

  - Mytilidae incertae sedis
    - †Admytilus Berezovsky, 2015 (Médio Eoceno)
    - Amygdalum Megerle von Mühlfeld, 1811
    - †Arcoperna Conrad, 1865 
    - †Arcomytilus Agassiz in J. Sowerby, 1842
    - Arenifodiens Wilson, 2006[12]
    - Arvella Bartsch in Scarlato, 1960
    - Aulacomya Mörch, 1853
    - Choromytilus Soot-Ryen, 1952[13]
    - Ciboticola Iredale, 1939
    - Crenomytilus Soot-Ryen, 1955
    - Exosiperna Iredale, 1929
    - Gibbomodiola Sacco, 1898
    - Jolya Bourguignat, 1877
    - Lioberus Dall, 1898
    - Megacrenella Habe & Ito, 1965
    - Modiolatus Jousseaume, 1893
    - Mytella Soot-Ryen, 1955
    - Rhomboidella Monterosato, 1884
    - Semimytilus Soot-Ryen, 1955
    - Sinomytilus Thiele, 1934
    - Solamen Iredale, 1924
    - Stavelia Gray, 1858
    - Trichomya Ihering, 1900
    - Urumella Hayami & Kase, 1993
    - Vilasina Bartsch in Scarlato, 1960
    - Xenostrobus Wilson, 1967
      - Xenostrobus securis (Lamarck, 1819)

    - Zelithophaga Finlay, 1926
    - Idasola Iredale, 1939
    - Stenolena Dall, Bartsch & Rehder, 1938